# Верлоцкий, Ефим Абрамович
Ефи́м Абра́мович Верло́цкий (25 сентября 1918, Добрянский, Черниговская губерния — 2008/2009) — советский художник-график.

## Биография
Родился в п. Добрянский (ныне — Черниговской области) в семье доктора медицинских наук, профессора Абрама Ефимовича Верлоцкого (1891—1962), в последующем — профессора ЦИУВ, автора многочисленных научных трудов по стоматологии и челюстно-лицевой хирургии.
В детстве много времени проводил в Филях, где семья жила на даче (1926) вместе с друзьями — семьёй Розенфельдов; с их сыном, профессором математики Борисом Розенфельдом (племянником художника М. З. Шагала), Е. Верлоцкий был дружен всю жизнь.
В Великую Отечественную войну — заместитель политрука 562-го стрелкового полка (165-я стрелковая дивизия), ефрейтор, был фронтовым художником.
После войны работал художником в Институте санитарного просвещения Минздрава СССР.
В 1990-е годы эмигрировал в Израиль, где дожил до 90 лет.

## Творчество
В Институте санитарного просвещения создал множество агитационных плакатов, в том числе литовыставку на 6 щитах-плакатах «Не губи своё будущее» (1979).
Мультфильмы
| Год  |    | Название                                   | Примечание           |
| ---- | -- | ------------------------------------------ | -------------------- |
| 1941 | мф | Не топтать фашистскому сапогу нашей Родины | художник             |
| 1946 | мф | Лиса и Дрозд                               | художник-компоновщик |
| 1947 | мф | Хлопок (белое золото)                      | художник-постановщик |
| 1947 | мф | Квартет                                    | художник-декоратор   |

Иллюстрации в журналах
- «Юный техник»: 1956. — № 3; 1957. — № 3; 1958. — № 9.
- «Квант»: 1972. — № 8.

Иллюстрации в книгах
- Ауслендер Л. Б. Нельзя — можно : [Альбом : Для детей / Ил.: Е. А. Верлоцкий. — М.: Ин-т сан. просвещения, 1961]. — [26] с.
- Детская энциклопедия : [В 10 т.] : Для сред. и ст. возраста / [Гл. ред.: Д. Д. Благой…, А. И. Маркушевич (гл. ред.) и др.]; Акад. пед. наук РСФСР. — М.: Изд-во Акад. пед. наук РСФСР, 1958—1962.
- Сапгир Г. В. Голыши-крепыши : [Стихи : Для детей] / Рис. Е. Верлоцкого. — [М.: Ин-т сан. просвещения, 1962]. — 15 с.
  -  — [3-е изд. — М.: Б. и., 1965]. — 15 с.
- Немирова Е. А. Белочка-волшебница : [Сказка : Для детей / Ил.: Е. А. Верлоцкий. — М.: Ин-т сан. просвещения, 1967]. — 33 с.

## Награды
- Орден Красной Звезды (10.6.1944)[4]
- Орден Отечественной войны I степени (6.4.1985)[1]
- Медаль «За победу над Германией в Великой Отечественной войне 1941—1945 гг.» (9.9.1945)[5]